# Apterygida media
Apterygida media (често синоним Apterygida albipennis (von Muhlfeld, 1825)) припада реду ухолажа - Dermaptera и породици Forficulidae. 

## Распрострањење
Ово је типична Европска врста. У Србији има народни назив "краткокрила ухолажа" је бележена на неколико локалитета. Насељава жбунаста и шумска станишта.

## Опис
Ово је ситна ухолажа, величине од 6 до 10 мм. Црвенкасто-браон је боје, са жутим ногама и кратким крилима и нема способност летења. Слична је врсти Forficula lesnei, нарочито женке.

## Синоними
- Apterygida albipennis (Charpentier)
- Apterygida albipennis subsp. edentula
- Apterygida albipennis subsp. waltheri
- Apterygida media (Hagenbach)
- Apterygida pedestris Westwood, 1840
- Chelidura albipennis (von Muhlfeld, 1825)
- Chelidura curta Fischer, 1846
- Chelidura media
- Forficula albipennis von Muhlfeld, 1825
- Forficula curta Fischer von Waldheim, 1846
- Forficula freyi Dohrn, 1859
- Forficula media Hagenbach, 1822
- Forficula pedestris Bonelli, 1832
- Sphingolabis albipennis (von Muhlfeld, 1825)
- Sphingolabis media